# アンドレ・カンプラ
アンドレ・カンプラ（André Campra, 1660年12月4日 エクス＝アン＝プロヴァンス - 1744年6月29日 ヴェルサイユ）は、フランスの作曲家・指揮者・聖職者。ジャン＝バティスト・リュリとジャン＝フィリップ・ラモーの中間世代にあたる。フランス後期バロック音楽の宗教曲と歌劇を代表する作曲家として名高い。とりわけ《死者のためのミサ曲》は、ジャン・ジルの作品と並び立つ存在である。
エクス＝アン＝プロヴァンスの聖ソヴール大聖堂にて宗教教育と音楽教育を受け、1678年に司祭に叙階される。トゥーロン、アルル、トゥールーズの教会楽長を歴任した後、1694年から1700年までパリのノートルダム大聖堂の楽長に就任。
1697年からひそかに劇音楽の作曲に着手。コンティ公の宮廷楽長に任命され、1730年にオペラ座の指揮者に就任する。《優雅なヨーロッパ L'Europe galante》の作曲によって、コメディ＝バレの天才と持て囃されるに至った。
ルイ14世の死後は、王立音楽アカデミーやヴェルサイユの宮廷礼拝堂に勤めた。1720年ごろから再び宗教界に復帰し、多くの時間を宗教曲の作曲に費やした。

## 主要作品一覧

### 世俗音楽
- オペラ＝バレ《優雅なヨーロッパ（フランス語版）》  L'Europe galante （1697年）
- オペラ＝バレ《カンプラ ヴェネツィアの謝肉祭（フランス語版）》  Le Carnaval de Venise （1699年）
- 叙情悲劇《エジオーヌ（フランス語版）》Hésione  （1700年）
- 叙情悲劇《タンクレディ（フランス語版）》 Tancrède （1702年）
- 叙情悲劇《アルシーヌ（フランス語版）》 Alcine　(1705年)
- 叙情悲劇《イポダミー（フランス語版）》 Hippodamie　(1708年)
- オペラ＝バレ《ヴェネツィアの祭り（フランス語版）》Les Fêtes vénitiennes （1710年）
- 叙情悲劇《イドメネー（フランス語版）》 Idoménée （1712年）
- 音楽的祭典《エネーとディドン》Énée et Didon （1714年）
- 叙情悲劇《アシルとデダミー（フランス語版）》 Achille et Deidamie (1735年)
- カンタータ集（全3巻、1708年、1714年、1728年)

### 宗教曲
- 主が建てられるのでなければ  Nisi Dominus （1722年）
- 死者のためのミサ曲 Requiem （1723年以降）
- 宮廷礼拝堂のためのモテット集 （1723-1741年）